# Makhdoom Amin Fahim
Makhdoom Amin Fahim —مخدوم امين فھيم en sindhi, مخدوم امین فہیم en urdú — va ser vicepresident de la formació del Partit Popular de Pakistan, va ser designat per l'Assemblea General del partit com a candidat successor de Benazir Bhutto després del seu assassinat. Comptava amb una mestratge en agronomia, estava casat i ha treballat en diversos països entre ells, Brasil, Xile, Espanya, Itàlia, Indonèsia, etc. Makhdoom Amin Fahim es va esmentar com a possible líder del PPP després de l'assassinat de Benazir Bhutto, però se li va designar com el candidat successor del PPP amb Bilawal Bhutto i Asif Ali Zardari com a nous líders del PPP.